# Antonio Saura
Antonio Saura (* 22. září 1930 Huesca, Španělsko – 22. července 1998 Cuenca, Španělsko) byl španělský malíř a grafik surrealista, expresionista a spisovatel, starší bratr režiséra a scenáristy Carlose Saury.

## Životopis
Narodil se jako druhý ze čtyř sourozenců do středostavovské rodiny. Jeho otec Antonio Saura Pacheco pocházel z Murcie, byl právník a státní úředník. Matka, Fermina Atarés Torrente, byla koncertní pianistka. Antonio měl mladšího bratra (* 1932), který se stal režisérem, a dvě mladší sestry, Maríu del Pilar a Maríu de los Ángeles. Otec byl pracovníkem ministerstva vnitra, proto se rodina Saurových přestěhovala do Barcelony a v roce 1953 do Madridu. Rodina ve vzpomínkách dětí byla harmonická a liberální, ale výrazně ji poznamenala španělská občanská válka, boj nacionalistů proti republikánům.
Rozhodující pro jeho tvorbu bylo dlouhé léčení z TBC, které prodělal v roce 1947, pro uměleckou orientaci to byl pobyt v Paříži v letech 1954–1955, kde se prostřednictvím Benjamina Péreta spřátelil se surrealistickou skupinou. Po návratu žil v letech 1957–1960 v Madridu, kde na jeho tvůrčí experimenty informelu a tachismu měl vliv Antoni Tàpies, příklon obou těchto výtvarníků ke katalánskému hnutí skupiny Dau al Set určil její zakladatel, básník Joan Brossa.
Kromě malby byl pilným grafikem, zejména v technice barevné litografie. Věnoval se ilustracím knih, například: Miguel de Cervantes Saavedra: Don Quijote, George Orwell:1984, nebo Deníky Franze Kafky. V 70. letech začal svá vlastní výtvarná díla doprovázet texty.
Svými díly je zastoupen v desítce světových galerií a muzeí. Nešťastný zákaz reprodukce jeho obrazů je způsoben obchodní zdatností jeho dědiců.

## Rodina
Byl dvakrát ženat, z prvního manželství s Gunhild Madeleine Augotovou měl tři dcery. /Poslední léta života trávil s druhou manželkou, Mercedes Beldarraín Jiménezovou.